# Seksizem
Seksizem je izraz za spolno diskriminacijo ali sovraštvo.
Seksizem je predsodek ali diskriminacija, ki temelji na spolu osebe. Seksistično obnašanje lahko izhaja iz tradicionalnih stereotipov o spolnih vlogah in lahko vključuje prepričanje, da so osebe enega spola po naravi boljše kot osebe drugega spola. V vsakdanjem življenju se seksizem lahko na primer kaže na delovnem mestu, ko pride do diskriminatornih dejanj pri zaposlovanju ali (v primeru zaposlitve) neenakega plačila ali obravnave v primerjavi s sodelavci nasprotnega spola. Ekstremni seksizem se lahko sprevrže v spolno nadlegovanje, posilstvo, ter druge oblike spolnega nasilja.
Raziskave kažejo, da ženske doživijo precej več seksizma kot moški. Primeri vključujejo izraz tradicionalnih stereotipov spolnih vlog, zaničujoče komentarje in spolno objektifikacijo.
Sovražen seksizem se nanaša na odprto sovražno vedenje proti ženskam, medtem ko benevolenten seksizem pomeni subjektivno pozitivno naravnanost proti ženskam, ki prikaže ženske "kot krasna, ampak šibka bitja, ki jih morajo obvarovati in za njih skrbeti moški". Obe vrsti seksizma prenašata informacije o delitvi spolov s tem, ko prikazujeta ženske kot šibkejše od moških in bolj primerne za tradicionalne domače vloge. Benevolenten seksizem služi kot blažilna funkcija, ki utemeljuje sistem in zaradi katerega se ženske počutijo bolje glede svoje neenakopravne situacije.

## Oblike in področja seksizma
Seksizem se vsakodnevno pojavlja v več oblikah.
- Prepričanje, da je eden od spolov manj ali več vreden
- moški ali ženski šovinizem
- sovraštvo enega ali drugega spola
- stereotipizacija enega ali drugega spola
- nezaupanje enemu ali drugemu spolu

Med najbolj znanimi oblikami seksizma so primeri v oglaševanju, v medijih na splošno ter na delovnem mestu. Spol je ena izmed primarnih kategorij, skozi katere razvijemo družbeno sprejemljive vzorce obnašanja, razvijemo svoja pričakovanja o lastnem življenju ter interpretiramo naše izkušnje. Ženskost se pridobi in reproducira skozi proces socializacije in razvoj koncepta sebe. Vzorniki, dejavnosti v otrokovem okolju, ki naturalizirajo spolne razlike, in vpliv medijev ter ostalih družbenih dejavnikov, spodbujajo ženske in moške v odraslosti, da sprejmejo obnašanje, ki utrjuje spolno-specifične vloge ter ponotranjijo primernost tega kot del svoje identitete. Mediji igrajo pomembno vlogo v oblikovanju stereotipov in promociji omejenega števila vzornikov.

### Mediji[3]
Raziskave množičnih in družbenih medijev kažejo, da mediji vplivajo na mnenja, identitete, izbire in življenja večine ljudi. V primeru spolov nam mediji kažejo modele, primere tega, kaj pomeni biti moški ali ženska. Skozi prikaze žensk, moških in razmerij, mediji predstavljajo ideale tega, kar naj bi bilo želeno in privlačno v moških in ženskah.
Predvsem masovni mediji imajo zmožnost usmeriti pozornost občinstva na specifične tematike, dogodke in ljudi, medtem ko se druge izpusti, s čimer ustvarjajo pri občinstvu mnenje o tem, kaj je pomembno.
Mediji konsistentno predstavljajo ženske in manjšine v manjšem številu glede na njihovo prisotnost v družbi, moški torej konstantno številčno prekašajo ženske. Raziskava izvedena leta 2006 je tako na primer pokazala, da je v ZDA 78 % od ljudi omenjenih na televizijskih programih, 83% omenjenih na radijskih oddajah in 79 % omenjenih v časopisih moških. Približno 70 % glavnih oseb v najuspešnejših filmih je moških.
Pomembnost prikaza žensk in njihovega mnenja je v tem, da sta govor in utišanje govora, simbolično povezana z institucionalnimi strukturami moči in avtoritete. Ženske so bile skozi zgodovino izključene iz procesa definiranja načinov, na katere naj govorijo ali naj se o govori o njih. Dejstvo, da je moška beseda, moška perspektiva v družbi bolj cenjena, je tudi tema več del, kot na primer pesmi »Men Talk« avtorice Liz Lochhead. V pesmi se avtorica igra z besedami, s čimer poudari dejstvo, da so ženski glasovi (mnenja) predstavljeni kot manjvredni, manj resni in velikokrat se izražajo z besedami, ki imajo negativen prizvok (klepetanje, opravljanje, sitnarjenje itd.), medtem ko so moški preudarni, resni in govorijo (talk).
Večina moških na televiziji v času najbolj gledanih terminov je predstavljenih kot samostojni, agresivni in odgovorni. Televizijski programi za vse starosti neproporcionalno predstavljajo moške (predvsem belce, heteroseksualce) kot resne, samozavestne, kompetentne in močne. Dekleta in ženske so v medijih predstavljene primarno v skladu s tradicionalnimi stereotipi. V programih, namenjenih mladini, ženske nakupujejo, urejajo, so čustvene, in opravljajo domača opravila, medtem ko moški delajo, gradijo, se borijo in razmišljajo. Tako kot pri moških se tudi v predstavitvah žensk pojavi bela koža kot norma. Temnopolte ženske so pogosto dodatno predstavljene skozi negativne stereotipe, Azijke in ženske Latinskih korenin pa kot eksotične in močno seksualizirane. 
Najbolj tradicionalen stereotip je stereotip ženske kot spolnega objekta, ki je še vedno dominanten v medijih. Ženstveni ideal je mlad in ekstremno suh, zaposlen z moškimi in otroki, vpleten v odnose in domača opravila. Glasbeni videospoti pogosto predstavljajo ženske z nemogoče popolnimi telesi, ki so pogosto digitalno spremenjena in podrejene moškim. Dekleta in ženske so v medijih predstavljene kot pasivne v primerjavi z moškimi, s čimer mediji utrjujejo pogled na ženske kot odvisne, okrasne predmete, ki obstajajo zato, da dobro zgledajo, ustrežejo moškim, skrbijo za otroke ter so spolno privlačne in dostopne. Ko ženske govorijo na televizijskih ekranih, to kako zgledajo pogosto prevlada nad tistim, o čemer govorijo. To se kaže na več primerih, od zabavnega programa do politike. Eden izmed primerov odzivov v slovenskem okolju je Twitter izjava stranke SDS ob nastopu Alenke Bratušek kot predsednice vlade: »Trajanje Bratuškove kot PV bo premo sorazmerna dolžini njenega krila.«

### Oglaševanje[3]
Tudi oglaševanje v skladu s tradicionalnimi vlogami v večini prikazuje moške kot neodvisne, uspešne, aktivne in močne. Moška dominanca je poudarjena tudi s postavitvijo. V oglasih so moški pogosto postavljeni nad ženskami, medtem ko so ženske prikazane v različnih stopnjah slečenosti. Taka neverbalna sporočila pokažejo moške kot močne in ženske kot občutljive in podredljive. V primerih domačih opravil so moški pogosto predstavljeni kot nesposobni za kuhanje, čiščenje ter skrb za otroke. Temeljni del oglaševanja je spolna objektifikacija žensk. Ženske v oglasih imajo popolne obraze, telesa in lase. S povezovanjem žensk z izdelki oglaševalci upajo, da bo izdelek tako bolj privlačen ženskam in ga bodo kupovale, med drugim tudi v želji, da bi bile bolj podobne ženskam v oglasih.
Ženske so že vsaj od poznega 19. stoletja v očeh družbe povezane s potrošništvom, oglaševanje pa že skoraj stoletje ustvarja številne možne identitete ženskam, s čimer želijo spodbuditi njihovo nakupovanje. Kljub velikim kulturnim in družbenim spremembam v zadnjem stoletju se v oglasih razpon tega, kaj pomeni biti ženstvena, ni dosti spremenil.

### Delovno mesto[3]
V delovnem okolju lahko prevladujejo stereotipi, ki definirajo ženske glede na njihov biološki in družbeni spol, namesto kvalificiranosti in njihovo delo. Pri tem so najbolj pogosti štirje stereotip 
Stereotip ženske kot spolnega objekta definira ženske glede na njihov spol ali spolnost. Pogosto vodi do ocenjevanja delavk glede na njihov izgled. Stereotipizacija žensk kot spolnih objektov poveča možnost spolnega nadlegovanja, katerega doživi približno polovica žensk, ki delajo izven doma.

#### Mama
Pričakuje se, da ženske na delovnem mestu poskrbijo za t. i. čustveno delo – smehljanje, prijaznost, priprava kave, poslušanje, podpora, pomoč drugim. Ta vrsta stereotipiziranja je ena od osnov segregacije dela glede na spol, ki je manj zaznana, a splošno razširjena vrsta diskriminacije. Delovna mesta, ki jih zaseda večina žensk – pomoč drugim – imajo na splošno najmanj ugleda in najnižje plače. Poleg tega so ženske, ki načrtujejo otroke, sprejete kot manj profesionalne kot moški ali ženske, ki nimajo otrok.

#### Otrok
včasih so ženske videne skozi stereotip otroka – simpatične, ampak ne kot nekdo, ki naj se ga jemlje resno. Ta stereotip reflektira pogled na ženske kot manj zrele, manj zmožne, manj sposobne. Ta stereotip je pogosto skrit v »zaščiti žensk«. »Ščitenje« žensk pred bolj zahtevnim delom jih pogosto izključi iz izkušenj, ki vodijo k napredovanju in povišanju plače ter lastnemu razvoju, ki pride skozi sprejemanje novih izzivov.

#### Železna devica (iron maiden)
Četrti izmed stereotipov na delovnem mestu predstavlja žensko kot neodvisno, ambiciozno, tekmovalno. Splošno je sprejeta kot sposobna, a istočasno ne-ženstvena in nesimpatična. Primer v mednarodni politiki je Hillary Clinton, pri kateri so ankete večkrat pokazale, da jo ljudje vidijo kot izkušeno in sposobno, a tudi hladno in brezčutno. Ker ne ustreza konvencionalnim pogledom na to, kaj ženskost je, je večkrat opisana z izrazi kot je na primer »ledena kraljica«.